# Bernardino II da Polenta
Bernardino II da Polenta (... – Ravenna, 1400 circa) è stato un nobile italiano; fu signore di Ravenna dal 1389 alla morte.

## Biografia
Bernardino II da Polenta era figlio di Guido III da Polenta, nipote di Bernardino I e membro della famiglia da Polenta. La madre di Bernardino era Elisa d'Este, figlia di Obizzo III d'Este di Ferrara.
Nel 1389 Bernardino e i suoi fratelli, Ostasio, Obizzo, Aldobrandino, Azzo e Pietro imprigionarono loro padre e divennero signori feudali di Ravenna. I fratelli morirono in rapida successione; presumibilmente Bernardino fu avvelenato dal fratello Obizzo.

## Discendenza
Sposò in prime nozze Lucia della Scala (?-1384), figlia naturale di Cansignorio della Scala, signore di Verona, dalla quale ebbe un figlio, Guido (?-1384).
Sposò in seconde nozze nel 1393 Eleonora del Carretto, dal quale ebbe un figlio, Guido (?-1400).

## Ascendenza
|                                                |                                            |                                      | Genitori                                     |  |  | Nonni |  |  | Bisnonni                                 |  |  | Trisnonni                                |  |
|                                                |                                            |                                      |                                              |  |  |       |  |  | Ostasio I da Polenta, signore di Ravenna |  |  | Bernardino da Polenta, signore di Cervia |  |
|                                                |                                            |                                      |                                              |  |  |       |  |  | Ostasio I da Polenta, signore di Ravenna |  |  | Bernardino da Polenta, signore di Cervia |  |
|                                                |                                            | Maddalena Malastesta                 |                                              |  |  |       |  |  | Ostasio I da Polenta, signore di Ravenna |  |  |                                          |  |
| Bernardino I da Polenta, signore di Ravenna    |                                            |                                      |                                              |  |  |       |  |  | Ostasio I da Polenta, signore di Ravenna |  |  |                                          |  |
|                                                |                                            | Lieta Argogliosi                     | Marchese degli Argugliosi, podestà di Faenza |  |  |       |  |  |                                          |  |  |                                          |  |
|                                                |                                            | Lieta Argogliosi                     | Marchese degli Argugliosi, podestà di Faenza |  |  |       |  |  |                                          |  |  |                                          |  |
|                                                |                                            | Lieta Argogliosi                     | …                                            |  |  |       |  |  |                                          |  |  |                                          |  |
| Guido III da Polenta, signore di Ravenna       |                                            | Lieta Argogliosi                     |                                              |  |  |       |  |  |                                          |  |  |                                          |  |
|                                                |                                            | …                                    | …                                            |  |  |       |  |  |                                          |  |  |                                          |  |
|                                                |                                            | …                                    | …                                            |  |  |       |  |  |                                          |  |  |                                          |  |
|                                                |                                            | …                                    | …                                            |  |  |       |  |  |                                          |  |  |                                          |  |
| Maddalena Balbi                                |                                            | …                                    |                                              |  |  |       |  |  |                                          |  |  |                                          |  |
|                                                |                                            | …                                    | …                                            |  |  |       |  |  |                                          |  |  |                                          |  |
|                                                |                                            | …                                    | …                                            |  |  |       |  |  |                                          |  |  |                                          |  |
|                                                |                                            | …                                    | …                                            |  |  |       |  |  |                                          |  |  |                                          |  |
| Bernardino II da Polenta, signore di Ravenna   |                                            | …                                    |                                              |  |  |       |  |  |                                          |  |  |                                          |  |
|                                                | Aldobrandino II d'Este, signore di Ferrara | Obizzo II d'Este, signore di Ferrara |                                              |  |  |       |  |  |                                          |  |  |                                          |  |
|                                                | Aldobrandino II d'Este, signore di Ferrara | Obizzo II d'Este, signore di Ferrara |                                              |  |  |       |  |  |                                          |  |  |                                          |  |
|                                                | Aldobrandino II d'Este, signore di Ferrara | Jacopina Fieschi                     |                                              |  |  |       |  |  |                                          |  |  |                                          |  |
| Obizzo III d'Este, signore di Ferrara e Modena | Aldobrandino II d'Este, signore di Ferrara |                                      |                                              |  |  |       |  |  |                                          |  |  |                                          |  |
|                                                |                                            | Alda Rangoni                         | Tobia Rangoni, podestà di Reggio Emilia      |  |  |       |  |  |                                          |  |  |                                          |  |
|                                                |                                            | Alda Rangoni                         | Tobia Rangoni, podestà di Reggio Emilia      |  |  |       |  |  |                                          |  |  |                                          |  |
|                                                |                                            | Alda Rangoni                         | Caracosa Meli Lupi                           |  |  |       |  |  |                                          |  |  |                                          |  |
| Elisa d'Este                                   |                                            | Alda Rangoni                         |                                              |  |  |       |  |  |                                          |  |  |                                          |  |
|                                                |                                            | Iacopo Ariosti                       | …                                            |  |  |       |  |  |                                          |  |  |                                          |  |
|                                                |                                            | Iacopo Ariosti                       | …                                            |  |  |       |  |  |                                          |  |  |                                          |  |
|                                                |                                            | Iacopo Ariosti                       | …                                            |  |  |       |  |  |                                          |  |  |                                          |  |
| Lippa Ariosti                                  |                                            | Iacopo Ariosti                       |                                              |  |  |       |  |  |                                          |  |  |                                          |  |
|                                                |                                            | …                                    | …                                            |  |  |       |  |  |                                          |  |  |                                          |  |
|                                                |                                            | …                                    | …                                            |  |  |       |  |  |                                          |  |  |                                          |  |
|                                                |                                            | …                                    | …                                            |  |  |       |  |  |                                          |  |  |                                          |  |
|                                                |                                            | …                                    |                                              |  |  |       |  |  |                                          |  |  |                                          |  |